# Folkströms kapell
| I denna artikel     |
| används tonnamnen   |
| B♭ och H.           |
| Se olika skrivsätt. |

Folkströms kapell är en kyrkobyggnad i Hällestads socken i Finspångs kommun, Östergötland. Det ligger 5 kilometer nordväst om Grytgöl och tillhör Linköpings stift.

## Kyrkobyggnaden
Folkströms kapell byggdes 1841 som skolbyggnad av Pehr Gustaf Gustafsson. Sedan 1869 har byggnaden använts som kapell. I kapellet finns en mycket unik orgel. Den är Sveriges äldsta i funktion bevarade tramporgel. Strax norr om kapellet finns en gammal kyrkogård med omkring 10 gravar. Den användes från 1870-talet fram till sekelskiftet. 

## Orgel
- 1700: Byggd av Johan Agerwall, Söderköping, för Sankt Lars kyrka, Linköping. Omfång: C, D, E, F, G, A, B♭-c³, kort oktav (45 toner).

Ursprunglig disposition:
| Manual                 |
| Gedacht [8']           |
| Principal [4'] (fasad) |
| Octaw [2']             |
| Quint [1 1/3']         |
| Superoctaw [1']        |
| Regal [8']             |

- 1741: Renoverad av Jonas Wistenius, Linköping, som byter ut Regal 8' mot Kvintadena 8'
- 1767: Såld till Vinnerstads kyrka, Östergötland.
- 1823: Reparerad av orgelbyggargesäll Carl Rylander, Linköping.
- 1845: Renoverad av orgelbyggare Gustaf Wilhelm Becker, Alfta.
- 1870: Såld på auktion och av köparen, brukspatron Per August Wassrin, skänkt till Folkströms kapell, där den troligen sattes upp av Anders Peter Kullbom, Linköping (1817–1900). Den korta oktaven kompletterades genom att de fyra lägsta tonerna i Gedagt 8', Principal 4' och Octava 2' kopplades till en ny separat väderlåda spelbar enbart från pedalen; manualens lägsta ton blev E, som spelas från den ursprungliga C-tangenten.
- Någon gång under 1800-talet torde orgelstämmorna Kvinta 1 1/3' och Superoktava 1' ha utbytts mot Fugara 4' och Fleut d'amour 4'.
- 1953 iståndsatt av Bröderna Moberg, Sandviken. Manualen har bruna undertangenter, vita övertangenter. Klaviaturomfång: manual C – c³ kort oktav (45 toner), pedal C – e full oktav (17 toner). Alla fasadpipor ljudande. Tonhöjd: korton.

Nuvarande disposition:
| Manual C-c3           | Pedal C-c°          |
| Gedagt 8'             | Pedal 8' (C - D#)   |
| Qvintadena 8' (1741?) | Pedal 4' (C - D#)   |
| Principal 4' (fasad)  | f.ö. bihängd från E |
| Fleutamor 4' (1870?)  |                     |
| Fugara 4' (1870?)     |                     |
| Octava 2'             |                     |